# کیلب چوکواومکا
کیلب چوکواومکا (انگلیسی: Caleb Chukwuemeka؛ زادهٔ ۲۵ ژانویهٔ ۲۰۰۲) بازیکن فوتبال اهل بریتانیا است.